# Cabarcos (Barreiros)
Cabarcos (llamada oficialmente San Xulián de Cabarcos) es una parroquia española del municipio de Barreiros, en la provincia de Lugo, Galicia.

## Organización territorial
La parroquia está formada por diez entidades de población:
- Insua (A Insua)
- Pedreira (A Pedreira)
- Rilleira (A Rilleira)
- Fixoucos
- Gondán
- Matomayor (Matomaior)
- Couto (O Couto)
- Seoane
- Teixo (O Teixo)
- Villamartín Grande (Vilamartín Grande)

## Demografía
| Gráfica de evolución demográfica de Cabarcos entre 2000 y 2019 |
|                                                                |
| Datos según el nomenclátor publicado por el INE.               |